# NGC 322
NGC 322 là một thiên hà dạng thấu kính nằm cách Hệ Mặt trời  trong chòm sao Phượng Hoàng khoảng 1 triệu năm ánh sáng. Nó được phát hiện vào ngày 5 tháng 9 năm 1834 bởi John Herschel. Nó được Dreyer mô tả là "rất mờ nhạt, rất nhỏ, tròn, giữa sáng hơn một chút, 3 sao về phía tây". Nó dường như đang tương tác với PGC 95427, một thiên hà khác.